# Витијана (Лука)
Витијана је насеље у Италији у округу Лука, региону Тоскана.
Према процени из 2011. у насељу је живело 100 становника. Насеље се налази на надморској висини од 455 м.